# Lasioglossum gibber
Lasioglossum gibber är en biart som först beskrevs av Joseph Vachal 1892.  Lasioglossum gibber ingår i släktet smalbin, och familjen vägbin. Inga underarter finns listade i Catalogue of Life.